# Bad Leonfelden
Bad Leonfelden település Ausztriában, Felső-Ausztria tartományban, az Urfahrkörnyéki járásban. Tengerszint feletti magassága 750 méter, területe 40,33 km².

## Elhelyezkedése
Bad Leonfelden Loučovice, Vyšší Brod, Schenkenfelden, Reichenau im Mühlkreis, Zwettl an der Rodl, Oberneukirchen és Vorderweißenbach településekkel határos.

## Népesség
| 2016 | 4 210 |
| 2018 | 4 180 |